# August Gast

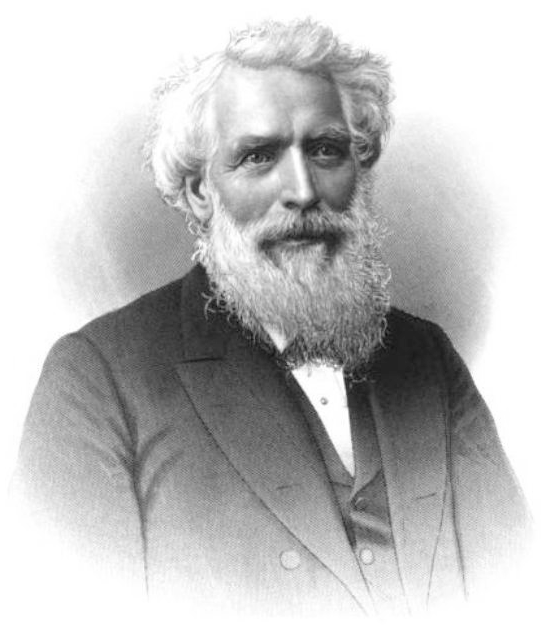
August Gast

August Gast (* 10. März 1819 in Belle, Lippe-Detmold; † 24. Dezember 1891 in St. Louis) war ein deutschamerikanischer Lithograf und Unternehmer.

## Leben
August Gast war ein Sohn von Friedrich Christian Gast (1780–1829) und Amelie Sophie Elizabeth Kessel (1777–1860). Er wurde wie sein Bruder Leopold als Lithograf ausgebildet und arbeitete als solcher einige Jahre in Deutschland. Die Revolution von 1848 erschwerte das Geschäft in Deutschland. Die Brüder beschlossen, nach Amerika zu emigrieren. 
Sie hatten wenig Geld, ihr Besitz bestand aus einer Lithografieausrüstung und einer Presse, die Leopold Gast gehörte. Sie hielten sich einige Monate in New York auf, danach über ein Jahr in Pittsburgh und gingen 1852 nach St. Louis. Sie begannen mit einer kleinen Ausrüstung und gründeten die Firma „Leopold Gast & Brother“, die Leopold Gast leitete. 1866 übernahm August Gast dessen Anteile; von 1866 bis 1877 hatte er zwei Partner, deren Anteile er dann übernahm. Er nahm Eduard F. Wittler in seine Firma auf, der für einige Jahre Reiseagent gewesen war. 
1875 trat Gast vom aktiven Management zurück und Wittler wurde Business Manager. Im Januar 1878 wurde die Firma durch die Aufnahme von Louis J. W. Wall vergrößert. Sie expandierte schnell von 26 Personen im Jahr 1876 auf 100 Personen im Jahr 1878. 1879 wurden Ausrüstungen zur Herstellung von Stahlstichen und Banknoten erworben. Wittler organisierte die „August Gast Bank Note & Lithographing Company“, deren Präsident er wurde. 
1880 zerstörte ein Feuer die gesamte Einrichtung, aber die Arbeit wurde nur für drei Tage unterbrochen. Vier Wochen später bezog die Firma ein anderes Gebäude. 1882 zerstörte erneut ein Feuer die Einrichtung, aber ein anderes Gebäude stand zur Verfügung. 1883 wurde die „Gast Lithographie & Engraving Company“ in New York gegründet. Damit war die Firma in dem Metier der führende Konzern in den USA mit 450 bis 470 Beschäftigten. 1885 verkaufte Gast seine Anteile an Wittler und Wall und zog sich ins Privatleben zurück.
Im März 1853 heiratete August Gast die in Schleswig geborene Sophie von Laer, die 1864 starb. Im November 1865 heiratete er die aus Leipzig stammende Marie Barthel, mit der er dreizehn Kinder hatte. Gast starb am 24. Dezember 1891 an der Grippe. Zu diesem Zeitpunkt lebten noch vier seiner Kinder. Der Sohn Ferdinand übernahm die Geschäfte.